# Laphria calvescenta
Laphria calvescenta är en tvåvingeart som beskrevs av Baker 1975. Laphria calvescenta ingår i släktet Laphria och familjen rovflugor.
Artens utbredningsområde är Michigan. Inga underarter finns listade i Catalogue of Life.